# Chiếu thoái vị của Bảo Đại

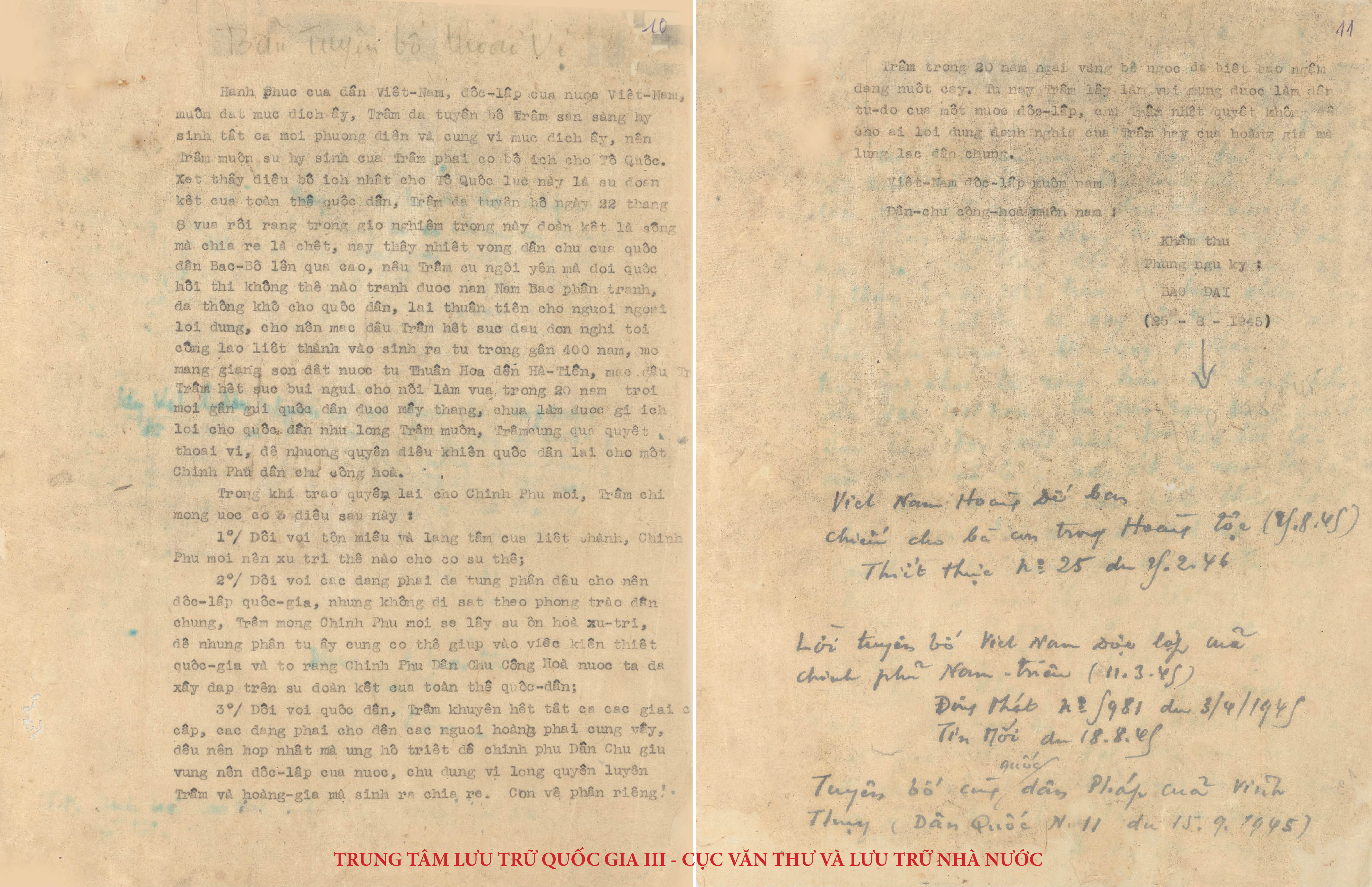
Ảnh chụp bản gốc Chiếu thoái vị tại Trung tâm lưu trữ quốc gia III.

Bản Chiếu thoái vị của Bảo Đại chính thức chấm dứt 143 năm Nhà Nguyễn cai trị cũng như chế độ quân chủ ở Việt Nam. Chiếu được Phạm Khắc Hòe, Tổng lý ngự tiền văn phòng của triều đình Huế soạn tại điện Kiến Trung, hoàng thành Huế, rồi được đưa ra niêm yết tại Phu Văn Lâu từ ngày 25 tháng 8 năm 1945. Hoàng đế Bảo Đại thoái vị khi Cách mạng tháng Tám lên đến cao trào. Một buổi lễ được tổ chức nhằm chuyển giao quyền lực cho nhà nước Việt Nam Dân chủ Cộng hòa non trẻ, mới ra đời cuối Thế chiến II tại Châu Á. Bấy giờ Việt Nam đang bị Pháp và sau đó là đế quốc Nhật Bản chiếm đóng.
Sau khi Việt Minh gửi một bức điện tín đến Hoàng thành Huế yêu cầu Hoàng đế Bảo Đại thoái vị, nhà vua đã đồng ý và trao bản chiếu thoái vị cho đại diện chính phủ lâm thời ngày 25 tháng 8. Một vị đại diện của Việt Minh thuyết phục Bảo Đại tổ chức một buổi lễ thoái vị công khai trước toàn dân, ông đã nghe theo, và buổi lễ diễn ra vào ngày 30 tháng 8 năm 1945. Việc làm lễ trao ấn kiếm cho chính phủ mới được coi là biểu tượng "việc trao Thiên mệnh cho chính quyền Việt Nam Dân chủ Cộng hòa". Sau khi thoái vị, Hoàng đế Bảo Đại trở thành "công dân Vĩnh Thụy" (公民永瑞) rồi cố vấn cho chính quyền Việt Nam Dân chủ Cộng hòa mới tại Hà Nội.
Sau khi quân Pháp trở lại Đông Dương khi phe Trục thất bại trong Thế chiến II (gồm Đức, Nhật Bản, v.v.), họ đã cố đưa Bảo Đại trở lại ngai vua và thành lập chính phủ bù nhìn Quốc gia Việt Nam. Bảo Đại là "Quốc trưởng" (國長) của chính quyền này, người Pháp cũng nhúng tay vào việc thành lập Hoàng triều Cương thổ, tại đây ông vẫn được coi chính thức là Hoàng đế, lãnh thổ này tồn tại cho đến năm 1955.

## Bối cảnh
Năm 1945, Việt Nam giành lại độc lập trong thời gian ngắn từ tay Pháp khi Hoàng đế Bảo Đại hủy bỏ Hiệp ước Patenôtre chấm dứt chế độ bảo hộ của Pháp đối với Trung Kỳ và Bắc Kỳ, thành lập Đế quốc Việt Nam, thì Việt Nam lại trở thành một quốc gia bù nhìn của Nhật Bản. Nhân dân Việt Nam đòi đấu tranh chống lại sự bóc lột của cả quân Pháp và Nhật, đặc biệt nạn đói Ất Dậu do chiến tranh gây ra khiến hơn 2 triệu người chết. Khi ấy, Việt Minh (Mặt trận Việt Nam độc lập Đồng Minh), một tổ chức Cộng sản, do Hồ Chí Minh lãnh đạo, đã phát động một cuộc tổng khởi nghĩa chống lại cả chế độ thực dân Pháp lẫn Nhật Bản tại Việt Nam vào ngày 14 tháng 8 năm 1945.
Theo Nguyễn Kỳ Nam thì ngày 12 tháng 8 năm 1945, một viên tướng Nhật vào Huế yêu cầu gặp Bộ trưởng Tư pháp Trịnh Đình Thảo, nói rằng có việc rất hệ trọng, bí mật. Lúc đó, nhà báo Nguyễn Kỳ Nam có mặt vì ông là Tổng giám đốc văn phòng Bộ Tư pháp tại Huế trong nội các Trần Trọng Kim. Viên tướng nói với Bộ trưởng rằng ông vừa từ Sài Gòn, Nam Kỳ đến để xin yết kiến Hoàng đế nhằm đối phó cuộc khởi nghĩa của Việt Minh.
Vào thời điểm đó, Hoàng đế Bảo Đại không hay biết tình hình dân chúng bấy giờ, chẳng hạn như nạn đói kinh hoàng Ất Dậu đã giết chết hàng triệu dân khắp An Nam và Bắc Kỳ do không có bằng chứng đương thời nào cho thấy Bảo Đại quan tâm giải quyết thảm họa lớn này trong lịch sử Việt Nam. Khi Việt Minh gửi điện tín yêu cầu Bảo Đại thoái vị, Phạm Khắc Hoè nhận bức điện và nói với Bảo Đại về những yêu cầu khiến ông ngạc nhiên vì ông không hay biết về cuộc cách mạng hoặc những nhân vật chính trị nào đứng sau cuộc cách mạng.
"Trước lòng quyết tâm của toàn thể dân tộc sẵn sàng hy sinh để bảo vệ nền độc lập quốc gia, chúng tôi kính cẩn xin Hoàng Thượng làm một cử chỉ lịch sử là trao quyền lại". 
Điện tín này được ký bởi "Ủy ban Nhân dân Cứu quốc đại diện mọi đảng phái và mọi tầng lớp nhân dân". Nhưng không có tên ai. Tôi không biết ai là những thủ lãnh ...Đã đến lúc tôi phải có một sự lựa chọn để dung hòa số phận của tôi với số phận của dân tộc tôi... là tôi phải ra đi. - Nhưng ai là người tiếp nhận sự ra đi của tôi?
- Lời Bảo Đại trích trong Bảo Đại trao kiếm giả cho 'cách mạng'?, tác giả Phạm Cao Phong (BBC).
Bức điện tín gửi từ Un comité de patriotes représentant tous les partis et toutes les couches de la population đưa ra tối hậu thư là 12 giờ để Bảo Đại thoái vị, nếu không họ không thể đảm bảo rằng ông và hoàng gia sẽ sống sót sau Cách mạng tháng Tám. Bảo Đại tuyên bố rằng ông đã cố gắng liên lạc với Tổng thống Hoa Kỳ Harry S. Truman, Tổng thống lĩnh Tưởng Giới Thạch, Vua George VI và Tướng Charles de Gaulle để nhờ giúp đỡ nhưng không ai trong số họ trả lời. Một thanh niên làm phụ giáo cho Thái tử Nguyễn Phúc Bảo Long đã năn nỉ Bảo Đại tạm lánh trong Lăng Hoàng gia nhưng nhà vua từ chối. Sau đó, Bảo Đại nhận được một bức điện tín thứ hai từ Hà Nội yêu cầu ông thoái vị. 
Không rõ ai đã thuyết phục Hoàng đế Bảo Đại thoái vị, có thể là Huỳnh Thúc Kháng hoặc Phạm Khắc Hòe. Chính ông Hoè đã so sánh tình hình hiện nay của nhà vua giống với số phận Vua Pháp Louis XVI.
Hoàng đế Bảo Đại đã gửi bức điện sau tới "Comité des Patriotes" (Ủy Ban những người yêu nước) chấp nhận các điều khoản của họ:
- S.M. Bao Daï - Le Dragon d' Annam, trang 119. - Nhận định về ba vai trò của Bảo Đại: Vua, Cố vấn tối cao, và Quốc trưởng - Phần 4 - DCVOnline.net, tác giả Nguyễn Văn Lục.
Sau bức điện tín, Việt Minh cử một phái đoàn đến Huế để nhận chiếu thoái vị của Hoàng đế Bảo Đại.
Nhà báo Nguyễn Kỳ Nam cho rằng bản thân Hoàng đế Bảo Đại biết tới Việt Minh trước cuộc cách mạng và một vị tướng Nhật đã cảnh báo nhà vua rằng mình đã thu thập được thông tin tình báo về tổ chức bí mật của những người cách mạng Việt Minh trên khắp cả nước nhưng Bảo Đại đã từ chối lời đề nghị của Nhật Bản tiêu diệt những người Cộng sản vì ông tin rằng chiến tranh đã đổ máu quá nhiều rồi. Nhà báo Nguyễn Văn Lục của báo DCVOnline.net trong bài Nhận định về ba vai trò của Bảo Đại: Vua, Cố vấn tối cao, và Quốc trưởng - Phần 4, đã cho rằng Bảo Đại chấp nhận đề nghị thoái vị là một quyết định có tính toán vì nhà vua vẫn nuôi hy vọng bản thân còn được dân chúng ủng hộ và rằng nhân dân có thể lật đổ cuộc cách mạng để giúp ông. 
Một lực lượng quân sự Pháp mang tên "Lambda" gồm 6 người do đại úy người Pháp Castelnat chỉ huy đã nhảy dù xuống cách 28 km từ Huế cố gắng ngăn chặn Hoàng đế Bảo Đại thoái vị. Tuy nhiên, họ đã bị Việt Minh bắt giữ ngay khi dù của họ chạm đất.

## Chính thức thoái vị
Chiếu thoái vị của Hoàng đế Bảo Đại được chính thức công bố vào ngày 25 tháng 8 năm 1945. Văn bản chấm dứt triều đại nhà Nguyễn được Hoàng đế Bảo Đại soạn thảo với sự giúp đỡ của Hoàng thân Nguyễn Phúc Vĩnh Cẩn và Phạm Khắc Hoè vào đêm ngày 22 tháng 8 năm 1945 tại điện Kiến Trung, Kinh thành Huế. Sáng hôm sau, khi đại diện của Chính phủ Cách mạng lâm thời Việt Nam Dân chủ Cộng hòa là Trần Huy Liệu và Cù Huy Cận đến điện tiếp nhận chiếu thoái vị, Hoàng đế Bảo Đại trao tờ chiếu cho Trần Huy Liệu, nhưng sau đó ông Liệu hội ý với người đồng hành và tâu với Hoàng thượng rằng: Thưa Hoàng thượng, nhân danh dân tộc Việt Nam, chúng tôi nhận bản văn này rất nhẹ nhàng, không câu nệ. Nhưng, chúng tôi kính xin Hoàng thượng cho tổ chức một buổi lễ vắn tắt, trong đó xin Hoàng thượng công khai tuyên bố cho mọi người biết.
Cùng với chiếu thoái vị, Hoàng đế Bảo Đại cũng ban hành một văn bản kèm theo gửi tới Hoàng tộc Nguyễn, rằng ông muốn đạt triết lý dân vi qúi lên hàng đầu cũng như muốn thà làm dân một nước tự do còn hơn làm vua một nước nô lệ. Ông kêu gọi Hoàng tộc ủng hộ chính quyền Việt Nam Dân chủ Cộng hòa và chính họ cũng nên góp sức để bảo vệ nền độc lập của Việt Nam. Cả hai sắc lệnh này đều nêu rõ ý muốn thoái vị của Hoàng đế Bảo Đại thay mặt cho chính quyền mới ở Hà Nội. Các sắc lệnh cũng bày tỏ rằng ông đã thoái vị hoàn toàn tự nguyện chứ không phải dưới bất kỳ hình thức cưỡng ép nào.
Cách mạng tháng Tám được tuyên bố là thành công, ngày 25 tháng 8 năm 1945, Chủ tịch Hồ Chí Minh cùng Ban Chấp hành Trung ương Đảng và Ủy ban Dân tộc giải phóng từ chiến khu về Hà Nội. Việc Hoàng đế Bảo Đại thoái vị thành biểu tượng kết thúc một chính quyền quân sự và mở đầu cho một chính quyền dân sự của nước Việt Nam Dân chủ Cộng hòa.
Trong chiều ngày 27 và sáng ngày 28 tháng 8 năm 1945, Phạm Khắc Hòe đã kiểm kê tài sản trong Hoàng thành để bàn giao cho Chính phủ Cách mạng Việt Nam Dân chủ Cộng hòa. Những bảo vật có giá trị nhất được làm từ ngọc trai và ngà voi của các vua chúa Nguyễn xưa. Những bảo vật này được cất giữ trong một đường hầm lớn phía sau Điện Càn Thành. Phạm Khắc Hòe bàn giao hiện vật vào ngày 30 tháng 8 năm 1945.

## Lễ thoái vị

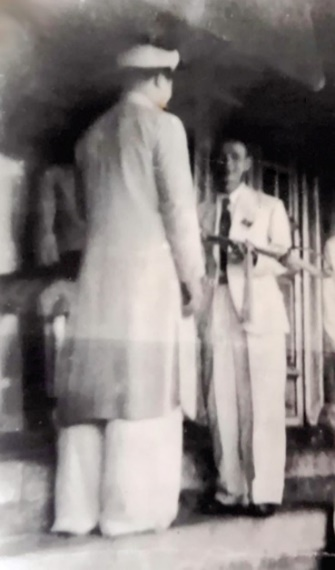
Một bức ảnh chụp buổi lễ thoái vị.

Khoảng 50,000 người đã tham dự lễ thoái vị tổ chức ngày 30 tháng 8 năm 1945, bên ngoài Ngọ Môn, cổng chính của Hoàng thành, nằm trong Kinh thành Huế. Ngọ Môn được chọn vì đây là địa điểm diễn ra các sự kiện chính trị quan trọng nhất dưới triều Nguyễn như lễ đăng quang (lễ lên ngôi), lễ truyền lô (xướng danh tân tiến sĩ), lễ đón mừng năm mới, lễ đón tiếp sứ thần các nước lân bang, v.v.
Trong buổi lễ, Hoàng đế Bảo Đại mặc Hoàng bào và đội khăn xếp vàng.
Theo hồi ký của nhà vua, Bảo Đại đọc chiếu thoái vị trước đám đông hoàn toàn lặng thing. Theo ông, mọi người có mặt tại buổi lễ đều bị sốc. Ông nhìn những khán giả hàng đầu và tất cả họ đều tỏ vẻ ngạc nhiên cùng cực. Nam nữ có mặt đều ngẩn ngơ. Ông nói rằng bản chiếu thoái vị giống như một tia sét đánh ngang đầu họ khiến họ lặng người đi. Ngược lại, Trần Huy Liệu tuyên bố trong hồi ký của mình rằng đám đông đang reo hò đầy phấn khích.
Trong lễ thoái vị chính thức, Hoàng đế Bảo Đại đã đích thân trao ấn kiếm cho đại diện chính phủ Việt Nam Dân chủ Cộng hòa. Trong buổi lễ này, ông đã trao lại ấn Hoàng đế Chi Bửu (皇帝之寶) nặng khoảng 10 kg và thanh kiếm bạc nạm ngọc An dân bảo kiếm cho chính quyền Cộng sản. Việc trao ấn kiếm được coi là tượng trưng cho việc "truyền Thiên mệnh cho chính quyền Việt Nam Dân chủ Cộng hòa".
Ba đại diện của Việt Nam Dân chủ Cộng hòa tham dự buổi lễ thoái vị của Hoàng đế Bảo Đại là Trần Huy Liệu, Nguyễn Lương Bằng và Cù Huy Cận. Trong buổi lễ, Hoàng đế Bảo Đại đã trao Hoàng đế Chi Bửu cho Trần Huy Liệu, lúc đó mới 26 tuổi. Ông Liệu cầm thấy nặng nên trao lại ấn cho Cù Huy Cận cầm. Theo Huy Cận, chiếc ấn vàng của triều Nguyễn rất nặng nên ai cũng bất ngờ khi nâng nó, trong khi chiếc kiếm chuôi nạm ngọc, nằm trong vỏ bằng bạc mạ vàng khi ông thử rút ra thì thấy lưỡi thép đã có những vết hoen gỉ.
Sau khi trao thanh kiếm, Hoàng đế Bảo Đại hỏi phái đoàn rằng giờ đây ông là một công dân bình thường của một quốc gia độc lập thì liệu ông cũng có thể nhận được một thứ gì đó từ phái đoàn để kỷ niệm sự kiện này không. Phái đoàn ngạc nhiên trước yêu cầu này và nhanh chóng thảo luận về việc phải làm, Cù Huy Cận đã ứng biến và rút ra một huy hiệu màu đỏ có ngôi sao vàng (huy hiệu công dân) mà Ủy ban Nhân dân Thừa Thiên Huế trao cho các thành viên của Phái đoàn và cài lên ngực Bảo Đại, sau đó ông lớn tiếng tuyên bố "Xin đồng bào hoan nghêng công dân Vĩnh Thụy".
Hoàng đế Bảo Đại cũng trao cho Trần Huy Liệu và các đại biểu khác những báu vật hoàng gia khác như chiếc túi gấm đựng một bộ quân cờ bằng ngọc.
Sau khi các đại biểu nhận các báu vật được trao, họ giơ chúng lên cho người dân Huế chứng kiến, Trần Huy Liệu cho biết ông và các đại biểu khác chưa bao giờ cầm quá vài gam vàng trong đời và ngạc nhiên vì những vật phẩm bằng vàng này nặng đến mức khiến họ kiệt sức khi gắng giơ cao cho dân chúng nhìn.
Trần Huy Liệu sau đó đọc diễn văn trước toàn dân, trong diễn văn ông tuyên bố chấm dứt hơn một ngàn năm chế độ quân chủ và tuyên bố triều đại nhà Nguyễn đã chấm dứt.
Hai người chịu trách nhiệm hạ cờ triều Nguyễn (cờ Đế quốc Việt Nam) và kéo cờ của Việt Minh lên là Đặng Văn Việt và Nguyễn Thế Lương, cả hai sau này đều trở thành những vị chỉ huy nổi bật trong Quân đội Nhân dân Việt Nam.

## Nội dungChiếu thoái vị

### Theo cuốnViệt Nam Máu Lửa
Hạnh-Phúc của dân Việt-Nam
Độc-Lập của nước Việt-Nam
Muốn đạt mục-đích ấy, Trẫm đã tuyên bồ sẵn-sàng hy-sinh hết thảy, và muốn rằng sự hy-sinh của Trẫm phải lợi ích cho Tổ-quốc.
Xét tới sự đoàn-kết toàn-thể quốc-dân trong lúc này là điều tối cần thiết, Trẫm đã tuyên-bố ngày 22 tháng 8 vừa rồi trong giờ nghiêm-trọng của Lịch-Sử Quốc-Gia: Đoàn-Kết là sống, Chia rẽ là chết.
Nay thấy nhiệt-vọng dân-chủ của quốc-dân Bắc-Bộ lên cao, nếu Trẫm cứ yên vị đợi một Quốc-Hội thì e rằng khó tránh được sự Nam-Bắc tương tàn, đã thống khổ cho quốc-dân lại thuận-lợi cho người ngoài lợi dụng.
Mặc dầu Trẫm đau đớn nghĩ đến công lao Liệt-Thánh đã vào sinh ra tử đã gần 400 năm để mở mang non-sông đất nước từ Thuận-Hoá tới Hà-Tiên. Mặc dầu Trẫm buồn rầu nghĩ tới 20 năm qua Trẫm ở trong cái cảnh không thể thi-hành được việc gì đáng kể cho nước nhà như lòng Trẫm muốn, Trẫm cũng quả-quyết thoái-vị nhường quyền điều-khiển quốc-dân cho Chính-phủ Dân-Chủ Cộng-Hòa. .Sau khi thoái-vị, Trẫm chỉ mong ước có 3 điều:
- Đối với Tôn-Miếu và Lăng-Tẩm của Liệt-Thánh Chính-phủ mới nên giữ-gìn cho có trọng thể.
- Đối với các đảng-phái đã từng tranh-đấu cho nền Độc-Lập Quốc-Gia nhưng không đi sát phong-trào dân-chúng, Trẫm mong Chính phủ mới ôn hoà mật-thiết xử-đối để những phần-tử ấy cũng có thể góp sức kiến-thiết quốc-gia và để tỏ ra rằng chính thể mới xây đắp trên sự đoàn-kết của toàn thể quốc-dân.
- Trẫm mong tất cả các đảng phái, các giai-từng xã-hội, các người trong Hoàng Tộc nên hợp nhất ủng-hộ triệt-để Chính-phủ Dân-chủ để giữ vững nền Độc-Lập nước nhà.
Riêng Trẫm trong 20 năm Ngai vàng Bệ-ngọc, đã biết bao lần ngậm đắng nuốt cay. Từ nay Trẫm lấy làm vui được làm dân một nước Độc-Lập, quyết không để ai lợi-dụng danh nghĩa của Trẫm hay danh nghĩa của Hoàng-Gia mà lung-lạc quốc-dân nữa.
Việt-Nam Độc-Lập muôn năm!
Dân-Chủ Cộng-Hoà muôn năm!
Việt Nam Máu Lửa, trang 38, 39, 40 - Nghiêm Kế Tố - Nhà xuất bản Mai Lĩnh 1954.

### Theo cuốnBảo Đại, Con Rồng Việt Nam
Ngoài ra còn một dị bản thứ 2 được ghi trong sách "Bảo Đại, Con Rồng Việt Nam", Nguyễn Phước Tộc Xuất Bản, 1990, trang 186-188: nội dung như sau:
Vì nền độc lập của Việt Nam, 
Để đạt hai mục đích ấy, Trẫm tuyên bố sẵn sàng hy sinh tất cả, và ước mong rằng sự hy sinh của Trẫm đem lại lợi ích cho Tổ quốc. 
Nhận định rằng sự đoàn kết của toàn thể đồng bào chúng ta vào giờ phút này là một sự cần thiết cho Tổ quốc chúng ta, ngày 23 tháng 8, Trẫm đã nhắc lại cho toàn thể nhân dân ta là: Ở giờ phút quyết định này của Lịch sử, đoàn kết có nghĩa là sống, mà chia rẽ là chết. 
Chiếu đà tiến dân chủ đang đẩy mạnh ở miền Bắc nước ta, Trẫm e ngại rằng một sự tranh chấp giữa miền Bắc với miền Nam khó tránh được, nếu Trẫm đợi sau cuộc trưng cầu dân ý, để quyết định thoái vị. Trẫm hiểu rằng, nếu có cuộc tranh chấp đó, đưa cả nước vào hỗn loạn đau thương, thì chỉ có lợi cho kẻ xâm lăng. 
Trẫm không thể không ngậm ngùi khi nghĩ đến các tiên đế đã chiến đấu trên bốn trăm năm để mở mang bờ cõi từ Thuận Hóa đến Hà Tiên. Trẫm không khỏi tiếc hận là trong hai mươi năm ở ngôi, Trẫm không thể làm gì đem lại lợi ích đáng kể cho đất nước. 
Mặc dù vậy, và vững mạnh trong sự tin tưởng của mình, Trẫm đã quyết định thoái vị, và Trẫm trao quyền cho Chính phủ Dân chủ Cộng hòa.
Trước khi từ giã ngai vàng, Trẫm chỉ có ba điều muốn nói: 
— Thứ nhất: Trẫm yêu cầu tân chính phủ phải giữ gìn lăng tẩm và miếu mạo của hoàng gia. 
— Thứ hai: Trẫm yêu cầu tân chính phủ lấy tình huynh đệ đối xử với các đảng phái, các phe nhóm, các đoàn thể đã chiến đấu cho nền độc lập của đất nước, mặc dù không theo cùng đường hướng dân chủ của mặt trận, như vậy có thể giúp cho họ được tham gia vào sự kiến thiết đất nước, và chứng tỏ rằng tân chế độ đã được xây dựng trên tình đoàn kết dứt khoát của toàn thể nhân dân. 
— Thứ ba: Trẫm yêu cầu tất cả các đảng phái, các phe nhóm, tất cả các tầng lớp xã hội cũng như toàn thể hoàng gia phải đoàn kết chặt chẽ để hậu thuẫn vô điều kiện cho Chính phủ Dân chủ Cộng hòa, hầu củng cố nền độc lập quốc gia. 
Riêng về phần Trẫm, trong hai mươi năm ở ngôi, Trẫm đã trải qua bao nhiêu cay đắng. Trẫm muốn được làm Dân một nước tự do, hơn làm Vua một nước bị trị. Từ nay Trẫm lấy làm sung sướng được là Dân tự do, trong một nước độc lập. Trẫm không để cho bất cứ ai được lợi dụng danh nghĩa Trẫm, hay danh nghĩa hoàng gia để gieo rắc sự chia rẽ trong đồng bào của chúng ta. 
Việt Nam độc lập muôn năm,
Việt Nam Dân chủ Cộng hòa muôn năm, 
Bảo Đại, Con Rồng Việt Nam, Nguyễn Phước Tộc Xuất Bản, 1990. Trang 186, 187, và 188.
Văn bản gốc của Chiếu thoái bị vẫn đang được lưu trữ tại Trung tâm Lưu trữ quốc gia III. Khi đối chiếu thì văn bản đầu là chính xác, còn dị bản 2 (ghi trong sách "Bảo Đại, Con Rồng Việt Nam") đã bị sai lệch một số câu từ và nội dung, văn phong cũng khác biệt so với thời 1945 (vì sách "Bảo Đại, Con Rồng Việt Nam" được viết bằng tiếng Pháp, nên khi dịch sang tiếng Việt đã bị lệch so với văn bản gốc).

## Văn bản kèm theo chiếu thoái vị
Theo hồi ký Con Rồng Việt Nam của Bảo Đại, bản tuyên ngôn được đọc trong sự yên lặng hoàn toàn. Bảo Đại viết rằng: "Tôi quan sát các khán giả hàng đầu. Tất cả các vẻ mặt đều tỏ vẻ ngạc nhiên cùng cực. Nam và nữ đều ngẩn ngơ. Bản tuyên bố thoái vị của tôi như tiếng sét đánh xuống ngang đầu họ. Họ lặng người đi. Trong một bầu không khí bực dọc, tôi trao nhanh ấn tín, quốc bảo của hoàng triều cho Trần Huy Liệu, mà chính ông ta cũng có cảm tưởng như tự trên mây mà lại. Trong khi tôi hồi cung, đám đông tan rã, không một tiếng kêu."
Cùng với "Chiếu thoái vị", Bảo Đại còn ban hành một văn bản kèm theo để an ủi hoàng tộc:
Cái gia tài quý báu di truyền đã gần 400 năm ấy, trong giờ phút Trẫm bỏ hết, bà con trong Hoàng Tộc, ai nghe cũng phải đau đớn, ngậm ngùi.
Song Trẫm biết rằng: Đó chỉ là cái cảm tình thoáng qua trong chốc lát mà thôi, chớ bà con ta, ai cũng sẵn tính bình tĩnh, sẵn trí sáng suốt để xét rộng thấy xa, cho nên sau khi đã chuẩn định ba chữ "Dân Vi Quý" làm khẩu hiệu của chánh thể mới sau khi đã tuyên bố "Để Hạnh Phúc Dân Lên Trên Ngai Vàng", nay Trẫm nhất định thoái vị để giao vận mạng quốc gia cho một Chính phủ có đủ điều kiện huy động hết cả lực lượng của toàn quốc giữ vững nền độc lập của nước và mưu hạnh phúc cho dân.
"Độc lập của nước, Hạnh phúc của dân", vì tám chữ đó mà trong tám chục năm vừa qua biết mấy mươi vạn đồng bào đã rơi đầu bỏ xác nơi nước thẳm non xa trong lao tù ngục tối.
Đối với những sự hy sinh của những kẻ anh hùng liệt nữ ấy, của muôn ngàn chiến sĩ vô danh ấy, Trẫm cho sự thoái vị của Trẫm là thường.
Vậy Trẫm muốn bà con trong Hoàng Tộc sau khi nghe lời thoái vị ai ai cũng vui lòng để nghĩa nước lên trên tình nhà mà đoàn kết chặt chẽ với toàn thể quốc dân để ủng hộ Chính phủ Dân chủ Cộng hòa giữ vững nền độc lập cho Tổ Quốc. Thế mới là một cách chân thành cao thượng, giữ chữ Trung với Trẫm, chữ Hiếu với Liệt Thánh.
Việt Nam Độc lập Muôn năm - Dân chủ Cộng hòa Muôn năm.
Bảo Đại, Con Rồng Việt Nam, Nguyễn Phước Tộc Xuất Bản, 1990. Trang 189 và 190.

## Hậu sự kiện

### Sau khi đọc Tuyên ngôn độc lập của nước VNDCCH tại Hà Nội
Sau khi đọc bản Tuyên ngôn độc lập ngày 2 tháng 9 năm 1945, các báu vật được mang đến phòng họp chính phủ tại Hà Nội. Nguyễn Hữu Đang yêu cầu Trần Lê Nghĩa chuẩn bị một cái bàn cho Chủ tịch Hồ Chí Minh và mang ấn kiếm đến đó. Sau khi đọc bản Tuyên ngôn, Hồ Chí Minh đột nhiên cầm lấy thanh kiếm rồi chậm dãi bước đến trước micro, rút thanh kiếm khỏi vỏ rồi giơ cao nhất có thể, hét lớn từng từ khiến toàn bộ không gian rung chuyển "Thanh kiếm này là để chặt đầu những tên phản quốc".

### Chuyển giao "Thiên mệnh" cho VNDCCH
Theo một bài báo do Brian Michael Jenkins của RAND Corporation viết vào tháng 3 năm 1972 có nhan đề "Why the North Vietnamese will keep fighting" (Vì sao Bắc Việt tiếp tục chiến đấu) do National Technical Information Service, một cơ quan thuộc Bộ Thương mại Hoa Kỳ phân phối, vì việc bàn giao ấn kiếm vào năm 1945, Bắc Việt tin rằng họ đang nắm trong tay "Thiên mệnh", thứ mà Việt Nam Cộng hòa không có được. Do đó, Jenkins lập luận rằng Bắc Việt tin rằng họ sẽ chiến thắng trong Chiến tranh Việt Nam vì đó là "ý Trời" và một chính phủ có "Thiên mệnh" thường sẽ được lòng dân chúng Việt Nam.
Brian Michael Jenkins viết rằng ông nghĩ giới lãnh đạo cấp cao của Bắc Việt Nam (Việt Nam Dân chủ Cộng hòa) và Đảng Lao động Việt Nam tin vào điều này vì nhiều người trong số họ là con của các vị quan lại triều Nguyễn và được dưỡng dục trong môi trường Nho giáo, thay vì từ giai cấp vô sản, đó là lý do tại sao theo ông, những người Cộng sản thường làm việc theo chủ nghĩa truyền thống hơn Việt Nam Cộng hoà.
Why the North Vietnamese will keep fighting, Brian Michael Jenkins (Tháng 3 năm 1972).
Sau đó, Brian Michael Jenkins lưu ý rằng "Thiên mệnh" được chuyển giao thông qua việc trao ấn "Hoàng đế Chi Bửu" và thanh kiếm "An dân bảo kiếm" là một động lực mạnh mẽ thôi thúc giới lãnh đạo Cộng sản tin vào một chiến thắng trước Việt Nam Cộng hòa (Nam Việt Nam) trong Chiến tranh Việt Nam. Trong một đoạn viết về tâm lý giới lãnh đạo Cộng sản Việt Nam, Jenkins đã viết:
Why the North Vietnamese will keep fighting, Brian Michael Jenkins (Tháng 3 năm 1972).
Điều này cũng được coi như một nguyên nhân tâm lý chính giúp những người Cộng sản quyết tâm tiếp tục chiến đấu và không bỏ cuộc trong Chiến tranh Việt Nam khi đối đâu với Việt Nam Cộng hoà và đồng minh (bao gồm cả Hoa Kỳ).

### Bàn giao báu vật triều Nguyễn cho VNDCCH
Sau khi triều Nguyễn chấm dứt vào năm 1945, Hoàng đế Bảo Đại đã trao 3000 bảo vật (nặng khoảng 800 kg) gồm ấn tín bằng vàng bạc, ngọc ngà, những cổ vật quý giá, những tặng phẩm ngoại giao, từ Tử Cấm Thành và các cung điện khác cho chính quyền cách mạng Việt Nam Dân chủ Cộng hòa sau khi tuyên bố độc lập. Khi chuyển thủ đô từ Huế ra Hà Nội, những bảo vật này được lưu giữ tại Bảo tàng Lịch sử Quốc gia Việt Nam. Vào thời điểm đó, chỉ những đồ vật nhẹ và nhỏ được chọn để chuyển đến Hà Nội, vì những đồ vật nặng, như ngai vàng, kiệu của Hoàng đế, quả cầu chạm lọng hình cửu long, bức trấn phong bằng đá Hoàng đế Minh Mạng, v.v. vẫn được giữ lại tại thành phố Huế.
Sau khi chuyển giao báu vật từ triều Nguyễn cho nước Việt Nam Dân chủ Cộng hòa, Nguyễn Lân, một trong những người điều hành Tuần lễ Vàng đã nói với Chủ tịch Hồ Chí Minh “Theo ý kiến của nhiều người, cần nấu chảy toàn bộ số vàng bạc tiếp quản từ triều Nguyễn để tăng ngân lượng phục vụ kháng chiến”. Song Hồ Chí Minh từ chối: “Nếu một ngày nào đó thống nhất đất nước, chúng ta lấy bằng chứng gì để khẳng định chúng ta có truyền thống mấy ngàn năm văn hiến?”. Nhờ đó mà các báu vật triều Nguyễn vẫn được bảo quản và lưu giữ cho đến ngày nay.

### Lễ trao trả ấn kiếm cho Bảo Đại

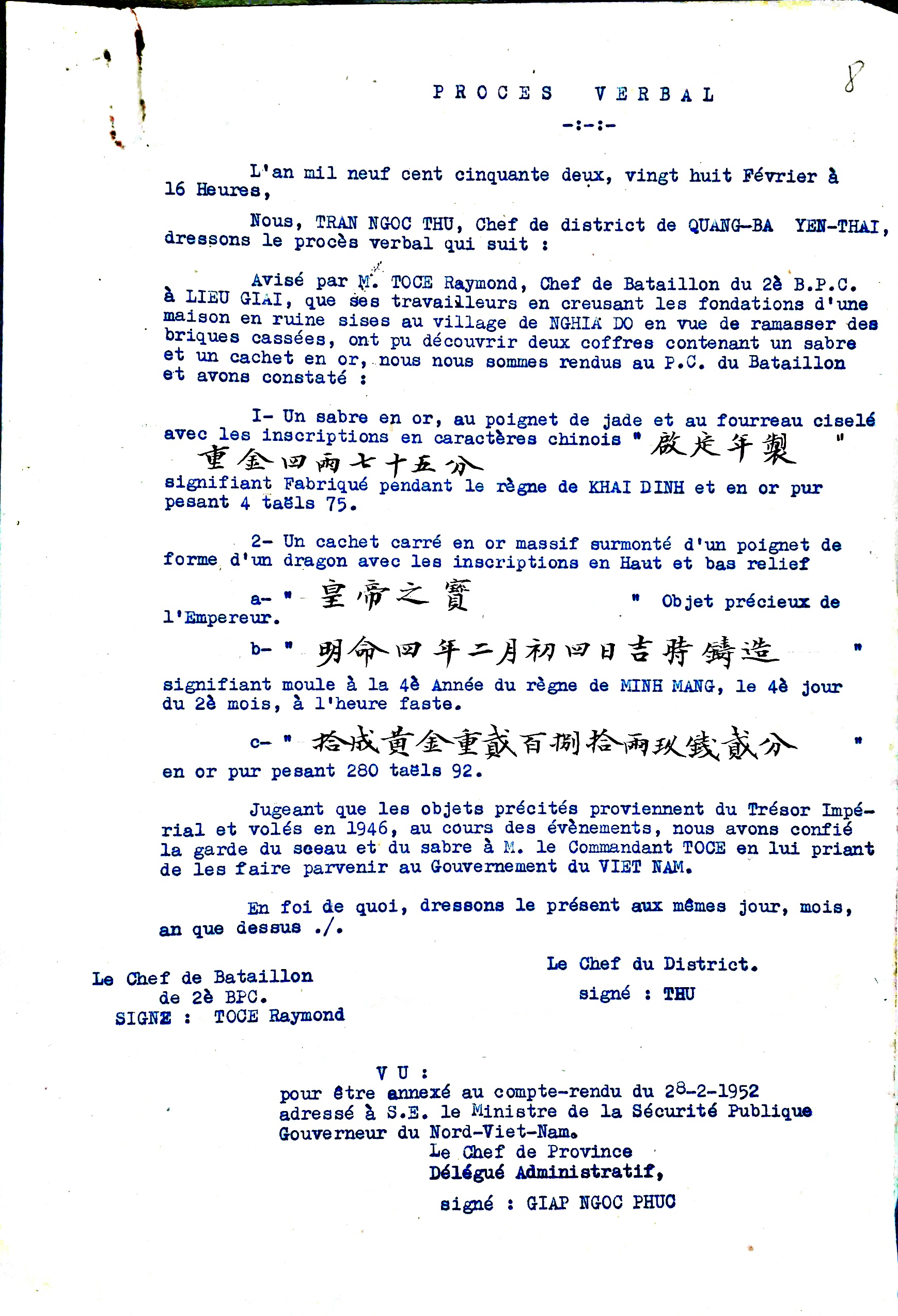
Procès-verbal (biên bản) thu hồi các vật báu mà Hoàng đế Bảo Đại đã trao cho Việt Nam Dân chủ Cộng hòa trong lễ thoái vị của ông (1952).

Ngày 28 tháng 2 năm 1952, tướng Pháp François Jean Antonin Gonzalez de Linarès tuyên bố khi đang đào công trình quân sự gần Nghĩa Đô, ngoại ô Hà Nội, quân Pháp đã thấy một thùng dầu hỏa 20 lít làm bằng sắt, bên trong thùng này có một ấn vàng và một thanh kiếm gãy. Mười ngày sau, ngày 8 tháng 3 năm 1952, tròn ba năm sau ngày kí Hiệp định Élysée, tại Quảng trường Ba Đình, Hà Nội, tướng Pháp François Jean Antonin Gonzalez de Linarès long trọng tổ chức lễ trao lại ấn kiếm cho Quốc trưởng Bảo Đại. Mục đích người Pháp làm buổi lễ này là có lý do chính trị. Họ gây tác động tâm lý đối với dân chúng vùng tạm chiếm, với hàm ý “vua đi rồi vua lại về”. Những bức ảnh về sự kiện này đã được đăng trên tạp chí Pháp Paris Match.
Theo lời kể của thứ phi Mộng Điệp, người Pháp định trả lại ấn kiếm cho nhà Nguyễn ngay ngày hôm đó, nhưng theo lời kể của Mộng Điệp thì Bảo Đại lại đang đi nghỉ mát bên Tây nên không ai đủ tư cách nhận cả. Thực ra Bảo Đại vẫn đang ở Việt Nam vào năm 1953. Vì vậy, Lê Thanh Cảnh đã sắp xếp để trao ấn kiếm lại cho Mộng Điệp ở Buôn Mê Thuột, Đắc Lắc. Bà Mộng Điệp ra lệnh cho người hầu sửa lưỡi kiếm và mài sắc đi để che giấu chỗ kiếm bị gãy.
Khi Bảo Đại trở về, Mộng Điệp kể lại "Ấn kiếm Ngài đã trao cho phái đoàn ông Trần Huy Liệu, không hiểu sao lại rơi vào tay người Pháp. Vừa rồi họ gọi trả lại cho Ngài". Đáp lại, Bảo Đại đến giật cái khăn đỏ và bảo  “Ờ! Đúng rồi.. Ngày xưa những thứ nầy ra đi nó cứu mạng anh. Bây giờ tự nhiên nó lại về có lẽ mình sắp chết rồi!”. Do chiến tranh đang diễn ra nên ông không dám đưa báu vật về Huế mà sau đó chúng được mang về Pháp.

## Ảnh hưởng

### Vai trò của Bảo Đại với nền chính trị Việt Nam sau này

#### Cố vấn tối cao cho chính phủ VNDCCH

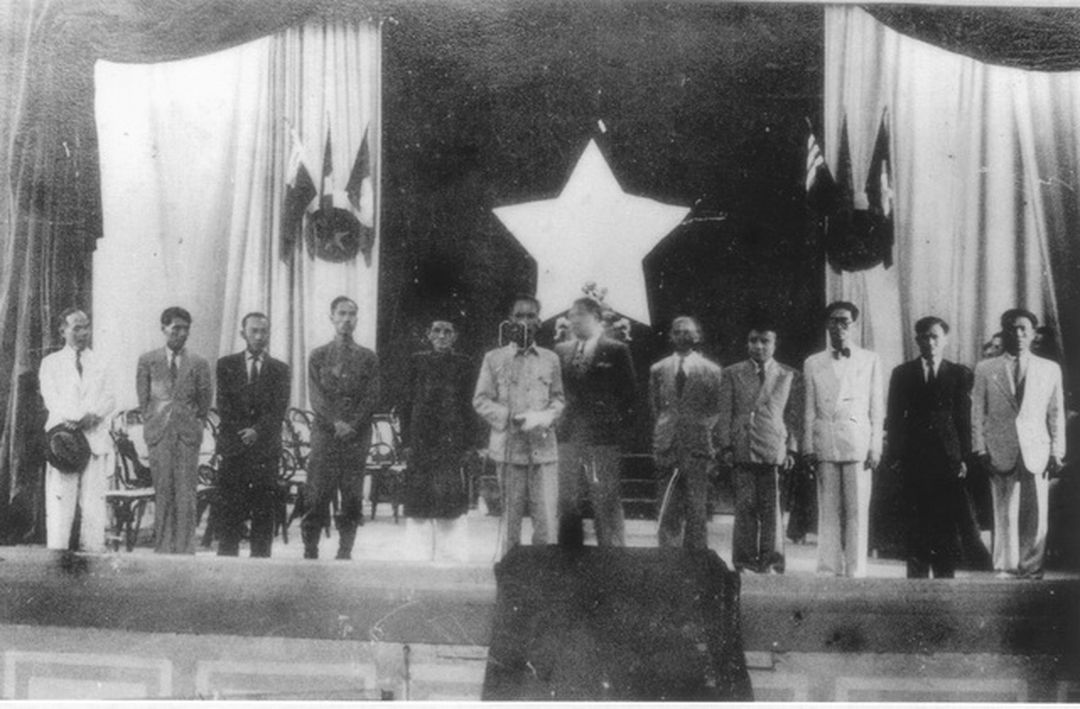
Quốc hội Việt Nam Dân chủ Cộng hoà họp ngày 2 tháng 3 năm 1946, cố vấn tối cao Vĩnh Thụy đứng sát ngay bên phải Chủ tịch Hồ Chí Minh.

Sau khi thoái vị, cựu Hoàng Bảo Đại đã chấp nhận lời mời của Chủ tịch Hồ Chí Minh làm cố vấn cho chính phủ Việt Nam mới tại Hà Nội. Hồ Chí Minh mời ông giữ chức Conseiller suprême du gouvernement (Cố vấn tối cao cho chính phủ), nhưng Bảo Đại thừa hiểu ở cương vị này có thể dễ dàng đoạt mạng ông nếu ông làm quá giới hạn. Trong hồi ký, Bảo Đại nhắc tới chính phủ Việt Nam Dân chủ Cộng hòa đã tổ chức các cuộc họp hàng tuần thường kéo dài từ 09:00 đến 13:00, ông cho biết trong các cuộc họp này, Chủ tịch Hồ Chí Minh chỉ ngồi và quan sát những người khác mà không nói gì. Ông kể lại có một lần khi Phạm Văn Đồng báo cáo sau khi lập ngân sách, chỉ còn lại ba đồng 25 xu trong ngân quỹ. Và để tăng ngân sách quốc gia, họ quyết định đánh thuế gián thâu vào các hàng ăn như gà, vịt và trâu. Bảo Đại liền nói "Vous oubliez le chien" (Các anh còn quên con chó), khiến Hồ Chí Minh bật cười. Chủ tịch Hồ Chí Minh hy vọng có thể biến Bảo Đại thành một “Souphanouvong của Việt Nam” nhưng bất thành.
Trong thời gian Trung Quốc chiếm đóng miền Bắc Việt Nam, nhiều nhóm chính trị dân tộc chủ nghĩa như Việt Nam Quốc Dân Đảng (Việt Quốc) và Việt Nam Cách mệnh Đồng minh Hội (Việt Cách) kêu gọi Bảo Đại một lần nữa lên nắm quyền lãnh đạo đất nước; song ông tỏ ra thờ ơ với những đề xuất này, thay vào đó ông chìm đắm trong những thú vui khoái lạc. Khi ông đến Trùng Khánh, Tứ Xuyên, Trung Quốc cùng với một số Đảng viên Cộng sản như bà Hà Phú Hương (gọi là Phái đoàn) để tìm cách chống lại quân Pháp xâm lược, ông thẳng thừng tuyên bố sẽ ở lại đây chơi, những người đi cùng cho biết Bảo Đại chỉ để tâm đến gái gú và các thú vui. Tuy nhiên, trong hồi ký Bảo Đại, Con Rồng Việt Nam, Bảo Đại lại nói ông nhận được chỉ thị phải ở lại Trung Quốc trong khi trở lại Côn Minh, Vân Nam. Ông nhận được bức điện tín sau: “Thưa Ngài, công việc ở đây đang tốt đẹp. Ngài có thể đi chơi nữa. Hơn nữa, Ngài sẽ rất có ích cho chúng tôi, nếu vẫn ở lại bên Tàu. Đừng lo ngại gì ca. Khi nào sự trở về của Ngài là cần thiết, tôi sẽ báo sau. Xin Ngài cứ tịnh dưỡng để sẵn sàng cho công tác mới. Ôm hôn thắm thiết. Ký tên: Hồ Chí Minh”. Điều này mâu thuẫn với những lời kể trên. Vì quần áo và giấy tờ của ông đều ở trên máy bay nên ông cho rằng Hồ Chí Minh là một "tay đại hề, đóng kịch rất tài". May mắn gặp được một người đàn ông Trung Quốc nói tiếng Pháp vận âu phục tại sân bay, người này mời Bảo Đại ở lại nhà mình sau khi biết cả hai từng học tại Paris. Bảo Đại ở lại nhiều tháng với người bạn mới và cho biết đã dành khoảng sáu tháng ở Trùng Khánh, nơi ông gặp các chính trị gia nổi tiếng Việt Nam như Lưu Đức Trung, Phạm Văn Bính, Đinh Xuân Quảng và Bùi Tường Chiểu.
Ngày 15 tháng 9 năm 1946, ông quyết định rời Trùng Khánh đến Hồng Kông.

#### Quốc trưởng Quốc gia Việt Nam

Ấn triện của Quốc trưởng Quốc gia Việt Nam Bảo Đại. Dòng chữ khắc trên ấn "Quốc-gia Việt-Nam - Đức Bảo Đại - Quốc-trưởng" viết bằng chữ Quốc ngữ và cụm "保大國長" (từ trên xuống, phải sang trái) bằng chữ triện. (1949–1954)

Để chống lại Việt Nam Dân chủ Cộng hòa và Việt Minh, người Pháp buộc phải lập một chính phủ mà người Việt có nhiều quyền tự quyết hơn. Tổng thống Pháp Vincent Auriol sắp xếp để cựu Hoàng Bảo Đại trở về Việt Nam và đứng đầu một quốc gia Việt Nam tự trị mới; mà người Pháp gọi là "Giải pháp Bảo Đại". Ngày 24 tháng 4 năm 1949, Bảo Đại từ Pháp về Việt Nam. Gần hai tháng sau, ngày 14 tháng 6 năm 1949, Bảo Đại đã ban hành một sắc lệnh mà ông sẽ nắm chức "Quốc trưởng Quốc gia Việt Nam". Trong hồi ký, ông tuyên bố ông làm vậy để nhận được cái nhìn tốt hơn từ công chúng. Hơn nữa, cũng trong cuốn hồi ký này, ông nhấn mạnh rằng bản thân là "Hoàng đế, Quốc trưởng". Chức vụ này được cho là chỉ mang tính tạm thời cho đến khi một quốc hội lập hiến được bầu tại Việt Nam. 
Năm 1950, Bảo Đại được quản lý "Hoàng triều Cương thổ", một vùng đất gồm nhiều dân tộc thiểu số trong Việt Nam nằm trực tiếp dưới sự cai trị của ông, và Bảo Đại vẫn được coi là "Hoàng đế". Khu vực này chính thức thành lập ngày 15 tháng 4 năm 1950 và giải thể ngày 11 tháng 3 năm 1955.
Trong thời gian là Nguyên thủ quốc gia, ông thường vắng mặt trong hầu hết các sự kiện ở Việt Nam và thường dành thời gian ở châu Âu hoặc ở Hoàng triều Cương thổ, tại các khu nghỉ dưỡng Đà Lạt, Nha Trang và Buôn Ma Thuột, thay vì làm tròn trách nhiệm người đứng đầu chính phủ.
Bảo Đại bị phế truất chức Quốc trưởng Quốc gia Việt Nam trong một cuộc trưng cầu dân ý đầy gian lận năm 1955.

### Số phận ấnHoàng đế Chi Bửu

Ấn Hoàng đế Chi Bửu (皇帝之寶).

Sau khi Pháp phản công trong Chiến tranh Đông Dương lần thứ nhất, chính quyền Việt Nam Dân chủ Cộng hòa chôn ấn và kiếm ngọc tại Bắc Bộ phủ, không mang ra chiến khu. Ấn Hoàng đế Chi Bửu cũng được chôn và sau khi Hà Nội giải phóng khỏi tay quân Pháp, chính phủ đào ấn lên vẫn còn nguyên vẹn rồi trao cho Bảo tàng Lịch sử Quốc gia Việt Nam bảo quản. Sau đó, Hoàng đế Chi Bửu bị trộm mất và cuối cùng thì chiếc ấn được trả lại cho bà Mộng Điệp (người tình Bảo Đại). Mộng Điệp nuôi ý định trao lại ấn kiếm cho Hoàng đế Bảo Đại sau khi ông từ Pháp về Đà Lạt. Tuy nhiên, Bảo Đại lại giao cho bà mang sang Pháp, rồi bà trao lại cho Hoàng hậu Nam Phương vào năm 1953. Năm 1982, Hoàng tử Bảo Long trao lại ấn cho cha mình là Bảo Đại. Trước khi qua đời (năm 1997), Bảo Đại đã để lại toàn bộ tài sản ở Pháp, trong đó có ấn vàng Hoàng đế chi bảo, cho vợ là bà Monique Baudot, người Pháp. Năm 2021, bà Monique Baudot qua đời, và sau đó những người được thừa kế của bà đã ủy quyền cho hãng Millon đưa ra bán đấu giá.
Ngày 19/10/2022 website của hãng đấu giá Millon (Pháp) đăng tải thông tin đưa ra đấu giá 329 cổ vật, trong đó có kim bảo Hoàng đế chi bảo, vào 11h ngày 31/10/2022 (giờ Paris). Tuy nhiên, với nỗ lực từ phía Việt Nam, phiên đấu giá này đã được hoãn lại đến ngày 10/11/2022. Đến sáng ngày 10/11, một lần nữa hãng đấu giá Millon lại quyết định dời ngày đấu giá đến trưa ngày 18/11/2022 vì "có sự quan tâm mạnh mẽ từ phía Nhà nước Việt Nam".
Ngay sau đó là chuỗi ngày đàm phán giữa phía Việt Nam với hãng Millon để từng bước thực hiện hồi hương ấn vàng. Cuối cùng, bảo ấn được ông Nguyễn Thế Hồng - chủ sở hữu Bảo tàng Hoàng gia Nam Hồng mua với giá 6,1 triệu Euro. Sau gần 1 năm đàm phán các thủ tục pháp lý đã được hoàn tất, chiều ngày 16/11/2023, lễ chuyển giao ấn vàng Hoàng đế chi bảo đã diễn ra tại Đại sứ quán Việt Nam ở Pháp. Ngày hôm sau, ấn vàng Hoàng đế chi bảo đã được đưa về Việt Nam và đặt tại tầng 5 của Bảo tàng Hoàng gia Nam Hồng.
Ngày 31/12/2024, ấn Hoàng đế chi bảo đã được công nhận là Bảo vật quốc gia của Việt Nam theo Quyết định số 1712/QĐ-TTg của Thủ tướng Chính phủ.

### Số phậnAn dân bảo kiếm
Thanh kiếm An dân bảo kiếm thẳng, được thiết kế theo kiểu kiếm Pháp điển hình, nhưng chuôi kiếm chạm khắc hình rồng đế quốc, một họa tiết mà vua chúa Việt Nam thường dùng. Trên vỏ có khắc dòng chữ cho biết kiếm được tạo ra dưới thời vua Khải Định.
Sau khi Pháp phản công trong Chiến tranh Đông Dương lần thứ nhất, chính quyền Việt Nam Dân chủ Cộng hòa chôn ấn kiếm tại Bắc Bộ phủ. Quân Pháp  sau này đào được thanh kiếm, bị gãy thành ba khúc, và sau đó trao ba khúc này cho Thái hậu Từ Cung (mẹ Hoàng đế Bảo Đại); có thể bà đã trao lại cho phi tần Mộng Điệp.
Thanh kiếm An dân bảo kiếm được trưng bày tại Bảo tàng Nghệ thuật Châu Á Quốc gia Guimet năm 2015 tại triển lãm L’Envol du Dragon – Art royal du Vietnam' tức 'Thăng Long – Nghệ thuật Hoàng gia Việt Nam. Tại triển lãm này thanh kiếm có dòng mô tả "Bien que la forme de cette épée soit française, le décor associé des dragons aux motifs traditionnels du Vietnam impérial - 'Hình dạng của thanh kiếm này giống kiếm của người Pháp, nhưng cách trang trí chạm khắc hình rồng theo mô-típ truyền thống của hoàng gia Việt Nam".

## Tranh cãi
Trong bài viết đăng trên BBC ngày 4 tháng 9 năm 2015 có tựa đề Bảo Đại trao kiếm giả cho 'cách mạng'?, tác giả Phạm Cao Phong đặt câu hỏi liệu ấn và kiếm ngọc mà Hoàng đế Bảo Đại trao cho đại diện Chính phủ Việt Nam Dân chủ Cộng hoà có phải hàng thật hoặc thậm chí "đích xác" biểu tượng quốc gia của triều Nguyễn hay không.

### Hiểu biết về Việt Minh của triều Nguyễn đương thời
Trong bài viết này, Phạm Cao Phong lưu ý ngay trước khi thoái vị, cả Bảo Đại và các quan đều không hay biết về Chính phủ Cách mạng Lâm thời Việt Nam Dân chủ Cộng hòa và những ai đứng sau chính phủ này. Sau khi điến tín yêu cầu thoái vị được gửi đi, Hoàng đế Bảo Đại mới dò hỏi ai là kẻ đánh bức điện tín trên nhưng không thể tìm được nhiều thông tin về Việt Nam Dân chủ Cộng hòa và chính phủ này.
Trước buổi lễ một thời gian ngắn, Phạm Khắc Hoè đã gặp Trần Huy Liệu, một trong những đại diện Chính phủ Việt Nam Dân chủ Cộng hòa, vào ngày 28 tháng 8 năm 1945. Theo hồi ký của Phạm Khắc Hoè, "Từ triều đình Huế đến chiến khu Việt Bắc", ông không mấy ấn tượng với ông Liệu cũng như phái đoàn. Vì ông Hoè là người duy nhất được tiếp cận những báu vật giá trị nhất cung điện, Phạm Cao Phong cho rằng điều này có thể khiến ông cố tình không muốn giao nộp những báu vật thật trong buổi lễ bàn giao.
Phạm Cao Phong nhắc lại vào thời điểm đó, Hoàng đế Bảo Đại mới 30 tuổi nổi tiếng là một tay săn bắn chơi bời, một công tử bột cũng như một tay cờ bạc chuyên nghiệp, thích săn động vật và gái gú. Dựa trên điều này, ông cho rằng Bảo Đại có thể coi các đại diện Việt Nam Dân chủ Cộng hòa là "con mồi" với mình. Ngày 25 tháng 8 năm 1945, Bảo Đại gặp các đại diện phái đoàn, khiến họ hổ thẹn nhiều khi đương bàn luận. Hoàng đế Bảo Đại nói về Trần Huy Liệu, trưởng phái đoàn và phó chủ tịch Ủy ban, là "Một người gầy gò trông rất thảm hại, đeo kính đen để giấu cặp mắt lé". Ngoài ra, ông mô tả Cù Huy Cận trông quá "tầm thường" và cho biết ông cảm thấy thất vọng với phái đoàn tới nhận chiếu thoái vị của mình.
Trong hồi ký, Phạm Khắc Hoè có nhắc đến việc trước lễ thoái vị, Hoàng đế Bảo Đại đã nói với ông rằng "ça vaut bien le coup alors" (Đáng đồng tiền bát gạo - Cũng bõ công làm), ý nói đây là một canh bạc được ăn cả.

### Tình trạng ấn vàng trong buổi bàn giao
Phạm Cao Phong cho biết có nhiều nguồn mâu thuẫn nhau về các báu vật (ấn, kiếm) được bàn giao ngày 30 tháng 8 năm 1945, thông các thông tin từ Phạm Khắc Hòe, Trần Huy Liệu, Cù Huy Cận, Nguyễn Hữu Đang, người tình Mộng Điệp, cũng như các tài liệu Pháp công bố về sự kiện này.
Theo lời kể của tướng Pháp François Jean Antonin Gonzalez de Linares, ông nói rằng ấn vàng và thanh kiếm của triều Nguyễn được tìm thấy ngày 28 tháng 2 năm 1953 tại Nghĩa Đô, nơi lính Pháp đào công trình quân sự gần đó. Gonzalez de Linares sau trao chúng cho chính quyền Bảo Đại ngày 8 tháng 3 năm 1952 nhằm gây tác động tâm lý với dân chúng chống lại Việt Minh bởi việc bàn giao các báu vật này cho VNDCCH được coi là "ý trời". Phạm Cao Phòng đặt câu hỏi tại sao lính Pháp lại đào công trình quân sự khi đó và tại nơi đó cũng như tự hỏi tại sao người Pháp lại chuẩn bị đón đầu xe tăng Việt Minh ở một địa điểm khó ngờ tới vậy. Phạm Cao Phong cũng chỉ trích việc thiếu biên bản thẩm định xác nhận ấn Hoàng đế Chi Bửu là thật hay giả, cũng như việc Bảo Đại vắng mặt trong ngày người Pháp trả lại những vật báu này. Mục đích trao trả chúng, như hàm ý của người Pháp "Nguyễn đi rồi Nguyễn lại về".
Phạm Cao Phong chỉ ra bằng chứng thuyết phục hơn về việc ấn Hoàng đế Chi Bửu thực chất không phải là ấn có giá trị nhất của triều Nguyễn. Đây là một đòn tâm lý giáng vào Việt Nam Dân chủ Cộng hòa vì Phạm Cao Phong cho rằng ấn quý giá nhất triều Nguyễn là Đại việt quốc Nguyễn Vĩnh Trấn chi bảo (大越國阮主永鎮之寶) vốn được tạo ngày 6 tháng 12 năm 1709 dưới thời chúa Nguyễn Phúc Chu, được vua Gia Long mệnh danh là vật báu truyền ngôi khi ông lập ra triều Nguyễn năm 1802.
Phạm Cao Phong lưu ý ấn Hoàng đế Chi Bửu là một trong hai ấn của nhà Nguyễn bị thất lạc cùng với ấn Trấn thủ tướng quân chi ấn (鎮守將軍之印), đồng thời cho biết "ấn truyền ngôi" giá trị nhất, ấn Đại việt quốc Nguyễn Vĩnh Trấn chi bảo, đã được Hoàng đế Bảo Đại bàn giao cho chính phủ Việt Nam Dân chủ Cộng hòa sau buổi lễ. Ông cho rằng sẽ hợp lý hơn nếu ấn này được trao lại trong buổi lễ bởi giá trị biểu tượng của chiếc ấn cũng như không có ấn nào khác có giá trị pháp lý về niên đại lịch sử, văn kiện chính thống của triều Nguyễn như Đại việt quốc Nguyễn Vĩnh Trấn chi bảo được truyền từ đời này sang đời khác, đặc biệt sau khi vua Gia Long nói "Từ nay về sau nên lấy ấn này làm vật báu truyền ngôi. Con cháu ta phải đời đời để lại cho nhau, đừng làm mất đi mà truyền đến ức muôn năm dài lâu mãi mãi". Nhưng đồng thời giả thuyết Bảo Đại chỉ đưa biểu tượng giả (ấn giả) cho Việt Nam Dân chủ Cộng hòa ít khả thi hơn do ấn Đại việt quốc Nguyễn Vĩnh Trấn chi bảo hiện đang nằm trong tay chính quyền Cộng sản. 
Chính vì thế, theo Phạm Cao Phong, câu chuyện lễ bàn giao trở nên rắc rối. Phạm Cao Phong đề cập ấn Đại việt quốc Nguyễn Vĩnh Trấn chi bảo hoàn toàn không phải một "chứng nhân" tại buổi lễ thoái vị của Bảo Đại mà "dòng chảy lịch sử đất Việt chuyển dòng cách đây đúng 70 năm". Phạm Cao Phong lưu ý rằng không một người nào trực tiếp hay gián tiếp có mặt tại sự kiện này đứng ra đưa "chứng nhân" độc đáo này đến buổi lễ. Ông cho rằng sự vắng mặt của ấn Đại việt quốc Nguyễn Vĩnh Trấn chi bảo trong lễ thoái vị của Bảo Đại đồng nghĩa với việc chuyển giao ngai vàng là không thành thật. Hơn nữa, ông cũng nhắc tới sự hiện diện của một thanh kiếm rỉ sét càng củng cố cho giả thuyết này.

### Nhận dạng ấn vàng được bàn giao trong buổi lễ
Hầu hết các tài liệu về sự kiện này đều viết ấn Hoàng đế Chi Bửu (皇帝之寶) là ấn mà Hoàng đế Bảo Đại đích thân trao cho đại diện Chính phủ Cách mạng Lâm thời Việt Nam Dân chủ Cộng hòa ngày 30 tháng 8 năm 1945. Tuy nhiên, theo Hồi ký Nguyễn Hữu Đang, ấn này thực chất là Quốc Vương chi ấn (國王之印) được tạo ra dưới thời chúa Nguyễn Phúc Khoát vào năm 1744.
Trọng lượng của chiếc ấn cũng đáng ngờ bởi nhiều tài liệu đưa ra trọng lượng khác nhau về ấn. Theo Phạm Khắc Hoè, chiếc ấn nặng 10 kg và được làm bằng vàng nguyên chất, Trần Huy Liệu lại nói ấn chỉ nặng 7 kg, trong khi Nguyễn Hữu Đang tuyên bố ấn nặng khoảng 5 kg.
Trong khi đó, phi tần Mộng Điệp cho biết khi bà cầm ấn sau khi được người Pháp trao cho, ấn nặng 12,9 kg. Hơn nữa, bà mô tả ấn có núm hình rồng. Con rồng khắc trên núm cong với đầu ngẩng lên và được mô tả là "không bén lắm", con rồng được khảm hai viên ngọc trai màu đỏ.

### Tình trạng thanh kiếm trong buổi lễ bàn giao
Phạm Cao Phong nhắc lại triều Nguyễn (và trước là chúa Nguyễn) nổi tiếng là những người cai trị tàn ác. Điển hình như Nguyễn Văn Thành, một công thần khai quốc, tham gia đàn áp Khởi nghĩa Tây Sơn và lập được nhiều công lao to lớn thời chiến, đã bị xử tử chỉ bởi hai câu thơ do chính con trai ông viết bị xuyên tạc vào năm 1815, Gia Long đã ra lệnh xử chém cậu con trai. Phan Châu Trinh chép rằng nhà vua xử chém cả Nguyễn Văn Thành cùng người cha già. Nguyễn Văn Thành đã bị vu oan và bị xử chém không thương tiếc. Hơn nữa, Phạm Cao Phong tin rằng không thể quan hầu để "gươm đồ tể", cách gọi nhấn mạnh sự tàn ác của triều Nguyễn, bị rỉ sét vì nó là vật thờ cúng trong cung đình và các quan hầu phải bảo quản các báu vật trong cung không bị bám bụi. Phạm Cao Phong tự hỏi tại sao một thanh kiếm trong tay triều Nguyễn có giá trị biểu tượng cao như vậy lại có thể bị xem nhẹ đến mức dễ bị oxy hóa đến thế.
Phạm Khắc Hòe, người lập danh sách báu vật truyền ngôi của triều Nguyễn viết vào tháng 1 năm 1945 về tình trạng của tất cả các báu vật trong cung:
Bảo Đại trao kiếm giả cho 'cách mạng'?, Phạm Cao Phong (BBC).
Điểm thứ hai trong bài viết, Phạm Cao Phong lưu ý nghệ thuật rèn kiếm triều Nguyễn đã đạt đến đỉnh cao và kiếm Việt Nam trong thời kỳ này chất lượng nhất. Lấy một ví dụ, sự kiện ngày 5 tháng 7 năm 1885, người Pháp đã tịch thu một thanh kiếm từng thuộc sở hữu của Hoàng đế Gia Long, hiện đang được trưng bày tại Hôtel des Invalides ở Paris, trông vẫn mới mặc dù được tạo ra hàng trăm năm trước. Do đó, Phạm Cao Phong tự hỏi tại sao một thanh kiếm tương đối mới như An dân bảo kiếm dưới tay một triều đại tàn ác, luôn bảo quản các báu vật cẩn thận, lại có thể ở trong tình trạng tồi tệ vậy. Ông kết luận thanh kiếm mà Bảo Đại trao cho Việt Nam Dân chủ Cộng hòa chắc chắn là một thanh kiếm giả.
Trong hồi ký, Cù Huy Cận viết sau khi nhận An dân bảo kiếm, ông trầm trồ trước thanh kiếm được mạ vàng nhưng lại tò mò lưỡi kiếm dường như đã bị oxy hóa. Với khiếu hài hước, ông bông đùa về tình trạng gỉ sét của thanh kiếm qua micrô khiến đám đông và Hoàng đế Bảo Đại bật cười.
Phạm Cao Phong nhắc tới khả năng Phạm Khắc Hòe đã nhanh chóng lệnh chế một thanh kiếm giả sau khi gặp Trần Huy Liệu vào ngày 28 tháng 8 năm 1945 do không mấy ấn tượng với chính quyền Việt Nam Dân chủ Cộng hòa.
Trong Hồi ký Nguyễn Hữu Đang, Nguyễn Hữu Đang mô tả lưỡi kiếm bằng vàng. Trong ba khúc kiếm, khúc rộng nhất dày hai inch và có những vuốt sắc như lá lúa. Vỏ kiếm được chạm khắc tỉ mỉ cho thấy kỹ năng người chế tác cũng rất tinh xảo . Nguyễn Hữu Đang mô tả lưỡi kiếm như chỉ có trong truyện cổ tích vậy.
Theo nhiều thông tin trái ngược nhau, thanh kiếm gỉ sét trong tay Cù Huy Cận ngày 30 tháng 8 năm 1945 đã biến thành thanh kiếm vàng trong tay Nguyễn Hữu Đang chỉ trong vòng ba ngày. Trần Huy Liệu nói ông đã giao nộp thanh kiếm, cùng với ấn vàng, cho Hồ Chí Minh và Ban Chấp hành Trung ương Việt Nam Dân chủ Cộng hòa. Phạm Cao Phong tin rằng có khả năng chính phủ Việt Nam Dân chủ Cộng hòa phát hiện ra thanh kiếm này là đồ giả và đã lấy một thanh kiếm khác thay thế, bởi "Vàng gỉ là vàng giả".

### Nhầm lẫn thông tin về buổi bàn giao báu vật do Bảo tàng Lịch sử Quân sự Việt Nam
Năm 2020, Bảo tàng Lịch sử Quân sự Việt Nam, Hà Nội khai mạc triển lãm Cách mạng tháng Tám - Mốc son lịch sử với hơn 300 tài liệu, hình ảnh, hiện vật về Cách mạng tháng Tám dẫn và sự ra đời của nước Việt Nam Dân chủ Cộng hòa. Một số bức ảnh tại triển lãm mô tả những người lính vận Âu phục kiểu Pháp cầm các báu vật xuất hiện trong buổi lễ thoái vị, những bức ảnh này có dòng mô tả ám chỉ đến lễ thoái vị, nhưng Cù Huy Hà Vũ trong bài viết Kỳ án ấn và kiếm tại lễ thoái vị của vua Bảo Đại - Kỳ 1 xuất bản trên Đài Tiếng nói Hoa Kỳ cho rằng những người lính này không thể là lính triều Nguyễn bởi quân phục họ mặc hoàn toàn khác quân phục lính tráng thời Bảo Đại. Ngoài ra, ông chú ý phần nền rõ ràng là Quảng trường Ba Đình ở Hà Nội chứ không phải Huế, nơi diễn ra buổi lễ thoái vị.
Ông kết luận rằng những bức ảnh này thực chất là lễ trao ấn kiếm lại cho Bảo Đại tổ chức năm 1952 chứ không phải chụp buổi lễ thoái vị của ông.